# Зона нанесення удару
Зона нанесення удару (англ. Strike Zone) — американський бойовик 2000 року.

## Сюжет
Американський уряд не може допустити щоб смертоносний вантаж надсучасних ракет був переправлений в одну з агресивних Східних країн. Однак операція з повернення ракет несподівано провалюється. Тепер для виконавців цього відповідального завдання стає справою честі знайти і знищити центр, з якого може бути здійснено запуск «крилатої смерті». На їх щастя, один з спецагентів виявляє в центрі археологічних розкопок загадкові тунелі, обладнані за останнім словом техніки. Елітний підрозділ «Морські котики» вирушає туди, щоб виконати свою важку чоловічу роботу.

## У ролях
- Френк Загаріно — Рик Бернс
- Майкл МакКлелланд — лейтенант Маккенн
- Джо Лара
- Біллі Драго — Алекс Годдард
- Адам Р. Браун — лейтенант Різ
- Т.Дж. Гленн — Абдул
- Ейлін Грубба — репортер
- Джон Крістіан Інгвордсен — Декс
- Річард Лінч — адмірал Дуглас Лемпорт
- Рік Вошберн — Джон Воткінс
- Джей Джей Азан — Мерак
- Соня Сатра
- Джон Тег
- Гай Але — майор Вернер (в титрах не вказаний)